# カノムナムドークマイ
カノムナムドークマイ（タイ語: ขนมน้ำดอกไม้ or ขนมชักหน้า 、英語: Thai Jasmine Scented Sweets）とは、タイ王国の菓子の一つ。タイ語で「カノム」は菓子、「ナム」は水、あるいは液体、「ドークマイ」は花を意味する単語で、「カノムナムドークマイ」の原義は「花の水の菓子」となる。ジャスミンの花の香りを移したシロップと小麦粉を主な材料とする。カノムナムドークマイは自然の事物を用いて着色することに特徴がある。例えば、パンダンの葉を用いて緑色を出したり、蝶エンドウを用いて青色を出したりする。